# أدوبي أفتر إفكتس
أفتر إفكتس هو برنامج مونتاج وموشن جرافيك وخدع سينمائية من شركة أدوبي سيستمز، يستخدم البرنامج في صناعة الفيديوهات الرقمية، الأفلام، المؤثرات الخاصة والخيالية والأعمال التلفازية.

## وصف البرنامج
قامت شركة أدوبي بصناعة برنامج افترافيكتس لإنشاء الرسوم المتحركة والتأثيرات البصرية. حيث يتيح للمستخدمين تحريك أو تغيير الفيديو في أبعاد (2D) و(3D) مع مختلف أدوات الدمج والوظائف الإضافية، فضلا عن الاهتمام الفردي إلى متغيرات مثل المنظر وزاوية قابلة للتعديل من قبل المستخدم.
الواجهة الرئيسية تتكون من عدة لوحات (ويندوز في الإصدارات السابقة إلى افترافيكتس CS5). ثلاثة من اللوحات الأكثر شيوعا هي لوحة المشروع، تكوين لوحة، ولوحة الجدول الزمني. لوحة المشروع بمثابة بند لاستيراد اللقطات والفيديو والمواد السمعية. وتستخدم العناصر في لوحة لقطات المشروع بلوحة النشر، حيث يمكن تعديل النظام طبقة والتوقيت. البنود واضحة في الوقت الحالي علامة يتم عرضها في لوحة التركيب.
افترافيكتس يتكامل مع غيره من برامج أدوبي مثل برنامج، فوتوشوب، بريمير برو، فلاش، وبرامج أخرى مثل برامج (Cinema 4D) و(3DS MAX) ويتبع البرنامج إضافات خاصة من الشركة وإضافات من شركات مهمتة بالبرنامج مثل شركة (Video Copilote) الشهيرة بمنتجاتها في هذا البرنامج.

## التاريخ
برنامج أفترإفكتس أنشئ أصلاً من قبل شركة ساينس أند أرت، في بروفيدانس بالولايات المتحدة، حيث أن الإصدارين الأول 1.0 والثاني 1.1 من البرنامج تم من قبل الشركة في 18 يونيو 1993، ثم إن كوسا مع أفترإفكتس استحوذت عليهما شركة ألدوس في يوليو 1993، ولاحقآ استحوذت عليه أدوبي في عام 1994 ومعه برنامج بيدج ميكر (PageMaker).

## مواقع خارجية
- الموقع الرسمي